# Franz Koloini
Franz Koloini (* 3. Oktober 1978 in Villach) ist ein ehemaliger österreichischer Funktionär der FPÖ, ab 2009 Mitglied der Kärntner Freiheitlichen (FPK). Im Jahr 1999 lernte er Jörg Haider kennen und wurde daraufhin dessen Privatsekretär und Protokollchef sowie zeitweise Obmann des FC Kärnten. 2005 wechselte er zum neugegründeten BZÖ. 2006 war er für das Marketing der Fußball-Europameisterschaft in Kärnten zuständig. Nach dem Tod Jörg Haiders im Oktober 2008 trat er sukzessive von allen Ämtern zurück. Im Zuge seiner politischen Tätigkeit war er in zahlreiche Skandale verstrickt.

## Leben
Koloini wuchs in Villach auf. Die Vorfahren der Familie stammen ursprünglich aus dem heutigen Italien, sein Urgroßvater war laut eigener Behauptung der Großherzog von Venedig Coloini. Allerdings ist der Titel eines Großherzogs von Venedig nicht bekannt. Nach Besuch der Sporthauptschule Villach/Lind und einer Hotelfachschule arbeitete er danach auf einem Kreuzfahrtschiff, wo er im Frühling 1999 Jörg Haider kennenlernte.

## Politik
Haider rekrutierte ihn zunächst als Wahlhelfer. Nach gewonnenem Wahlkampf wurde Haider erneut zum Kärntner Landeshauptmann gewählt und machte Koloini zu seinem Privatsekretär. Er löste damit Gerry Mikscha in dieser Position ab, der zum Bundesgeschäftsführer der FPÖ befördert wurde. Koloini wurde später vom nunmehrigen Landeshauptmann auch zum Protokollchef des Landes Kärnten befördert. Er gehörte nun zu den engsten Vertrauten Haiders und wurde von Politbeobachtern Haiders Buberlpartie zugerechnet. Sein Spitzname dort war „der schöne Franz“.
Bei der Nationalratswahl 1999 erreichte die FPÖ ihr bis dahin bestes Ergebnis. Anfang 2000 wurde eine schwarz-blaue Koalitionsregierung gebildet. Aus taktischen Gründen übernahm Jörg Haider darin selbst jedoch keine Funktion, sondern zog sich offiziell nach Kärnten zurück und konzentrierte sich dort dafür umso mehr auf die Landespolitik. Dadurch stieg auch die Bedeutung von Franz Koloini stetig. Im Auftrag seines politischen Ziehvaters übernahm er nun in Kärnten verschiedenste politische Ämter. Der begeisterte Sportler wurde zum Prokuristen des FC Kärnten ernannt, war Obmann der in der Red Zac Erste Liga spielenden BFV Juniors und war für die Organisation der für Haiders Führungsstil in Kärnten typischen Events zuständig. Zudem begleitete er diesen auf Auslandsreisen, etwa zu Saddam Hussein in den Irak oder nach Libyen zu Muammar al-Gaddafi. Daneben eröffnete er gemeinsam mit seinem Vater ein Restaurant in Kärnten, den „Bachlwirt“.
Im Jahr 2003 brachte ihn seine Tätigkeit erstmals ins Kreuzfeuer der Kritik. Wegen der Abrechnung eines Restaurantbesuchs Haiders mit arabischen Freunden anlässlich einer Irakreise musste sich Koloini vor dem Untersuchungsausschuss des Kärntner Landtags rechtfertigen. Nach dem Tsunami im Indischen Ozean 2004 wurde er von Haider mit der Betreuung eines vom Land Kärnten finanzierten Hilfsprojekts in Banda Aceh beauftragt. Das Land wollte eine „Kärntendorf“ genannte Siedlung für vom Tsunami obdachlos gewordene Bewohner errichten. Der Bau dieses Dorfes verzögerte sich jedoch kontinuierlich und war bis 2007 noch unbewohnt. Zusätzlich verursachte es weit über dem Plan liegende Kosten, was von SPÖ und ÖVP sowie später vom Rechnungshof heftig kritisiert wurde.
Im Jahr 2006 wurde Koloini zusammen mit Peter Ambrozy und Gernot Nischelwitzer zum EM-Beauftragten ernannt und sollte sich um das Marketing der auch in der Klagenfurter Hypo Group Arena ausgetragenen Fußball-Europameisterschaft kümmern. Wegen einer Affäre um den privaten Gebrauch einer Firmenkreditkarte musste er diese Funktion jedoch im Jänner 2007 an Jörg Schretter abgeben. In der Nacht zum 11. Oktober 2008 verunglückte schließlich sein politischer Mentor Jörg Haider tödlich bei einem Verkehrsunfall, was für die politische Landschaft in Kärnten ein Erdbeben bedeutete.
Als sich in den Nachfolgekämpfen um Haiders politisches Erbe nach der Hypo-Alpe Adria-Affäre 2009 die Kärntner Freiheitlichen (FPK) um Uwe Scheuch und Gerhard Dörfler vom Bundes-BZÖ unter Josef Bucher abspalteten, ging Koloini mit. Ursprünglich ganz auf Haider orientiert, fehlte es ihm jedoch an Verbündeten in der neuen Partei. Obwohl nach wie vor zu den jüngsten Funktionären gehörend, wurde er ähnlich wie Stefan Petzner zusehends als Altlast empfunden und verlor an Einfluss. Dazu gesellten sich private Schwierigkeiten. Im Frühling 2010 meldete Franz Koloini Privatkonkurs an.

## Gerichtsverfahren
Am 18. Februar 2008 wurde Koloini wegen gefährlicher Drohung zu einer Geldstrafe von 2700 Euro verurteilt.
Ende 2008 wurde er zudem wegen finanzieller Unregelmäßigkeiten beim SK Austria Kärnten beschuldigt. Der damalige Hauptzeuge, Ex-Vereinspräsident Mario Canori, zog seine belastenden Aussagen zurück, in der Folge wurde Koloini am 11. März 2009 freigesprochen.
Im Juni 2010 führte eine Geldtransaktion aus dem Jahr 2005 zu weiteren Ermittlungen. Zwei russische Geschäftsleute hatten Jörg Haider damals zwei Millionen Euro für den Erhalt der österreichischen Staatsbürgerschaft geboten. Haider hatte einen Teil des Geldes dafür verwendet, um dem Kärntner Rennfahrer Patrick Friesacher einen Platz im Formel-1-Team Minardi zu verschaffen. Mit der Abwicklung der Transaktion beauftragt wurde jedoch Koloini, der dafür sein Privatkonto nutzte. Im Streit um die Parteigelder nach Haiders Tod wurde Koloini nun beschuldigt, das Geld für sich behalten zu haben, was er jedoch vor der Korruptionsstaatsanwaltschaft entkräften konnte. Später wurde auch wegen versteckter Parteienfinanzierung ermittelt. Am 1. April 2011 wurde bekannt, dass die Korruptionsstaatsanwaltschaft Anklage gegen Koloini wegen des Verdachts auf Geldwäsche erhebt. In weiterer Folge wurde er am 14. Oktober 2011 vom Landesgericht für Strafsachen Wien freigesprochen. Dieses Urteil wurde aber vom Oberlandesgericht Wien am 17. August 2012 aufgehoben. Jedoch wurde er auch im darauffolgenden Prozess am 28. Jänner 2013 erneut freigesprochen. Die Staatsanwaltschaft verzichtete auf eine weitere Berufung, wodurch das Urteil rechtskräftig wurde.

## Funktionen
Folgende politische und administrative Funktionen hatte er zeitweise inne:
- Protokollchef des Landes Kärnten
- Prokurist des Fußball-Bundesliga-Vereins SK Austria Kärnten
- Obmann der BFV Juniors
- Obmann des umgegründeten FC Kärnten[20]
- Vorstand der Privatstiftung Kärnten[21]
- Marketing-Beauftragter des Landes Kärnten für die EM 2008